# Mainfähre Hohenfeld
Die ehemalige Mainfähre Hohenfeld war eine Fähre auf dem Main. Sie verkehrte zwischen Hohenfeld und dem gegenüberliegenden Kitzingen im heutigen Landkreis Kitzingen. Die Fähre wurde in der zweiten Hälfte des 20. Jahrhunderts aufgegeben. 

## Geschichte
Die Mainfähre existierte wohl bereits während des Mittelalters. Jedoch wird sie in den Quellen aus dieser Zeit nicht genannt. Ursprünglich war die Anlage in den Händen der Dorfherren von Hohenfeld, den Freiherren von Seckendorff. Allerdings wurde sie in der Dorfordnung von 1483 nicht erwähnt. Wahrscheinlich war die Fähre zu dieser Zeit an ein anderes Adelsgeschlecht verpfändet. Auch in den folgenden Jahrhunderten war die Dorfherrschaft nicht im Besitz des Fährrechts.
Erst 1662 wurde das Recht von den Herren von Seckendorff ausgelöst. Noch im selben Jahr vergaben sie die Fähre an die Markgrafen von Brandenburg-Ansbach. 1690 fiel die Anlage an die Gemeinde Hohenfeld, zusätzlich erwarb man auch das Fährhaus gegen einen Lehenzins. Für 270 Gulden kam die Fähre dann 1714 schließlich an den Privatmann Leonhard Steinbrückner und war fortan bis ins 20. Jahrhundert im Privatbesitz. Im 18. Jahrhundert wechselten die Besitzer häufig. 
Bis ins Jahr 1912 wurde in Hohenfeld die Überfahrt mit einer einfachen Kahnfähre vorgenommen. Erst 1912 errichtete man eine Hochseilanlage. Das Seil war 246 m lang, das Schiff hatte 45 cm Tiefgang bei einer Länge von 9,20 m. Am 22. Januar 1924 wurde die Fähre von einem Eisstoß schwer beschädigt und für 1000 Mark repariert. Im Jahr 1955 plante man eine Verlegung der Mainfähre Hohenfeld, weil der Main zu einer Großschifffahrtsstraße ausgebaut werden sollte.
Diese Verlegung wurde im Jahr 1956 vorgenommen. Die Fährer Christoph und Hans Sack errichteten die neue Anlage an Mainkilometer 284,720. Gleichzeitig wurde eine Motorfähre angeschafft. Im Juli 1958 erwarb wiederum die Gemeinde Hohenfeld das Fährrecht und begann die Anlage zu verpachten. Im gleichen Jahr verlegte man die Fähre neuerlich an Mainkilometer 285,040. In der Folgezeit verlor die Fähre wegen ihrer Entfernung zum Dorf an Bedeutung und wurde schließlich in der zweiten Hälfte des 20. Jahrhunderts aufgegeben.

## Fährleute (Auswahl)
| Name                      | Erwähnt | Anmerkungen                    |
| ------------------------- | ------- | ------------------------------ |
| Hans Martin               | um 1600 |                                |
| Hans Pfeffer              | um 1600 |                                |
| Hans Reinhardt            | 1604    |                                |
| N. Krauß                  | 1624    |                                |
| Reinhold von Weiden       | 1690    |                                |
| Leonhard Steinbrückner    | 1714    | auch Besitzer der Mühle        |
| Kaspar Reim               | 1731    |                                |
| Johann Georg Holzmann     | 1754    |                                |
| Balthes Holzmann          | 1763    | Sohn des Johann Georg Holzmann |
| Georg Friedrich Petschler | um 1778 |                                |
| Georg Lutz                | 1806    |                                |
| Nikolaus Petschler        | um 1848 |                                |
| Dietrich Sack             | um 1885 | später auch dessen Witwe       |
| Christoph Sack, Hans Sack | 1933    |                                |